# دستگاه فروش قهوه

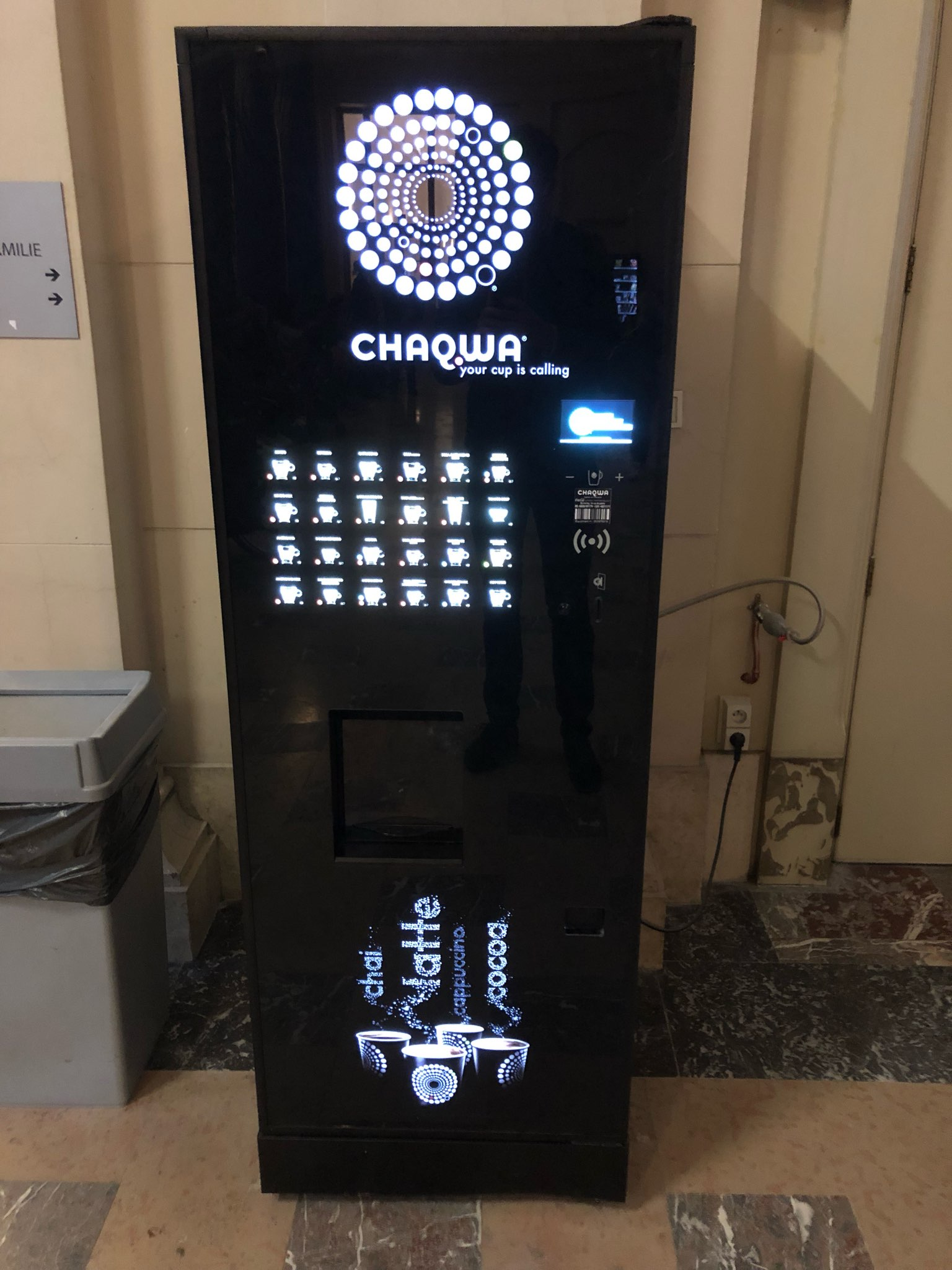
دستگاه فروش قهوه مدرن در لوون، بلژیک

دستگاه فروش قهوه گونه‌ای دستگاه فروش است که قهوه داغ و دیگر نوشیدنی‌های قهوه را درست کرده و به فروش می‌رساند. مدل‌های قدیمی‌تر از قهوه فوری یا قهوه مایع غلیظ و آب داغ یا جوش استفاده می‌کردند و طعم دهنده‌هایی مانند خامه و شکر تهیه می‌کردند. برخی از دستگاه‌های مدرن انواع قهوه مانند موکا و لاته را آماده می‌کنند و از قهوه قطره‌ای آسیاب‌شده استفاده می‌کنند و برخی قهوه را با استفاده از آسیاب در دستگاه، به صورت تازه آسیاب می‌نمایند.
این ماشین توسط شرکت راد ملیکیان در سال ۱۹۴۷ در ایالات متحده اختراع شد و با نام "Kwik Kafe" معرفی شد. چندین شرکت آمریکایی نیز در سال ۱۹۴۷ شروع به تولید این ماشین‌ها کردند و تا سال ۱۹۵۵ بیش از ۶۰٬۰۰۰ دستگاه در ایالات متحده وجود داشت.

## نمای کلی

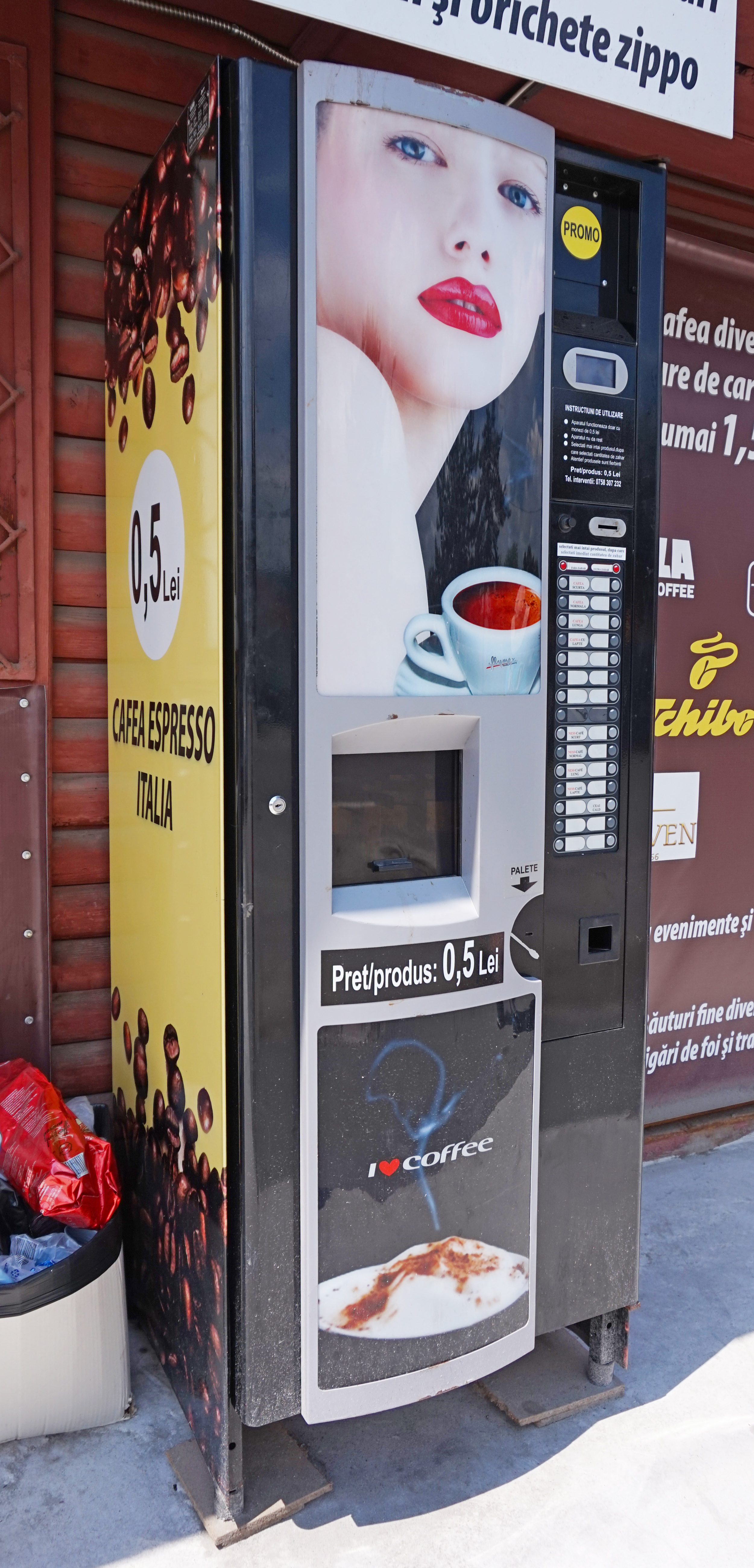
یک دستگاه فروش قهوه در رومانی

دستگاه‌های فروش قهوه نوعی از دستگاه‌های فروش خودبردار هستند که قهوه داغ را توزیع می‌کنند. برخی از این دستگاه‌ها، به‌ویژه مدل‌های قدیمی‌تر، از قهوه فوری پودری که با آب داغ مخلوط می‌شود استفاده می‌کنند و برخی از آن‌ها نیز افزودنی‌هایی مانند خامه و شکر را ارائه می‌دهند. برخی از مدل‌های جدیدتر قهوه را با استفاده از آب داغ و دانه‌های قهوه آسیاب شده تازه دم می‌کنند و برخی نیز قهوه را به‌صورت سفارشی با استفاده از آسیاب قهوه‌های نصب شده در دستگاه‌ها آسیاب می‌کنند و افزودنی‌های مختلفی را نیز ارائه می‌دهند. برخی از دستگاه‌های مدرن همچنین نوشیدنی‌های داغ دیگری مانند چای، اسپرسو، لاته، کاپوچینو، موکا و شکلات داغ را ارائه می‌دهند. برخی از این دستگاه‌ها قهوه کنسرو شده را توزیع می‌کنند و برخی دیگر هم قهوه داغ و هم آیس کافی را توزیع می‌نمایند.
دستگاه‌های فروش قهوه عمومی معمولاً نیاز به پرداخت دارند و به‌صورت دستگاه‌های کارتی عمل می‌کنند و برخی از آن‌ها نیز اسکناس و کارت‌های اعتباری را قبول می‌کنند. برخی از آن‌ها نیاز به پرداخت ندارند؛ این دستگاه‌ها معمولاً در مکان‌های کاری قرار دارند که شرکت نوشیدنی را به‌صورت رایگان به کارمندان ارائه می‌دهد.
دستگاه‌هایی که قهوه داغ و آیس کافی را ارائه می‌دهند در ژاپن رایج هستند و بسیاری از آن‌ها در مکان‌های خیابانی قرار دارند. در ایتالیا، برخی از این دستگاه‌ها تا ۱۸ نوع قهوه را ارائه می‌نمایند.

## تاریخچه
دستگاه فروش قهوه در ایالات متحده توسط شرکت رود - ملیکیان در فیلادلفیا، پنسیلوانیا، در سال ۱۹۴۷ اختراع شد و این دستگاه "Kwik Kafe" نامیده شد. این دستگاه یک فنجان کاغذی را از طریق یک شیب به روی یک سکو می‌انداخت و فنجان را با قهوه داغی که با قهوه فوری و آب داغ تهیه شده بود پر می‌کرد. Kwik Kafe برای تهیه یک فنجان قهوه پنج ثانیه زمان می‌برد. دستگاه‌های Kwik Kafe از طریق فرایند فرنچایزینگ در مکان‌های مختلف ایالات متحده قرار داده شدند. در یک کنفرانس در سال ۱۹۴۸ در فیلادلفیا، لوییدکی. راد، رئیس شرکت رود - ملیکیان، اعلام کرد که دستگاه‌های Kwik Kafe روزانه ۲۵۰٬۰۰۰ فنجان قهوه توزیع می‌کنند.
شرکت‌های دیگری که در سال ۱۹۴۷ در ایالات متحده دستگاه‌های فروش قهوه تولید کردند شامل شرکت Manning & Lewis, Knapway Devices و Bert Mills Corporation بودند. برخی از دستگاه‌ها در سال ۱۹۴۷ از یک کنسانتره مایع قهوه استفاده می‌کردند که با آب جوش مخلوط می‌شد و یکی از این دستگاه‌ها برای یک فنجان قهوه پنج سنت هزینه می‌کرد و یک قاشق چوبی برای مخلوط کردن خامه و شکر ارائه می‌داد. تا سال ۱۹۵۵، بیش از ۶۰٬۰۰۰ دستگاه فروش قهوه در ایالات متحده وجود داشت.

## ماشین‌های مفهومی
دستگاه‌های قهوه با صفحه لمسی، مانند آن‌هایی که توسط Bella, Bravilor Bonamat و La Marquise معرفی شده‌اند، به‌طور فزاینده‌ای محبوب می‌شوند زیرا امکان تعامل نزدیک‌تری با مشتریان را فراهم می‌کنند. در سال ۲۰۰۹، دئو اگبرت یک دستگاه فروش قهوه مفهومی به نام BeMoved معرفی کرد که دارای صفحه‌های لمسی با ویژگی‌های کشیدن و رها کردن برای انتخاب مواد و ویژگی‌های تعاملی مانند دسترسی به اخبار، اطلاعات آب و هوا و قیمت‌های سهام در حین تهیه قهوه است. دستگاه BeMoved همچنین دارای یک دوربین ویدئویی حساس به حرکت است که می‌تواند تصویری از کاربر بگیرد و ترجیحات قهوه کاربر را از طریق تنظیمات پروفایل شخصی به خاطر بسپارد، همچنین یک بازی ویدیویی تعاملی به نام Shoot-Em-Up دارد که شامل پرش در مقابل دستگاه است، در حالی که دوربین و نرم‌افزار پرش را با بازی ویدیویی هماهنگ می‌کنند.

## نگارخانه

دستگاه فروش قهوه
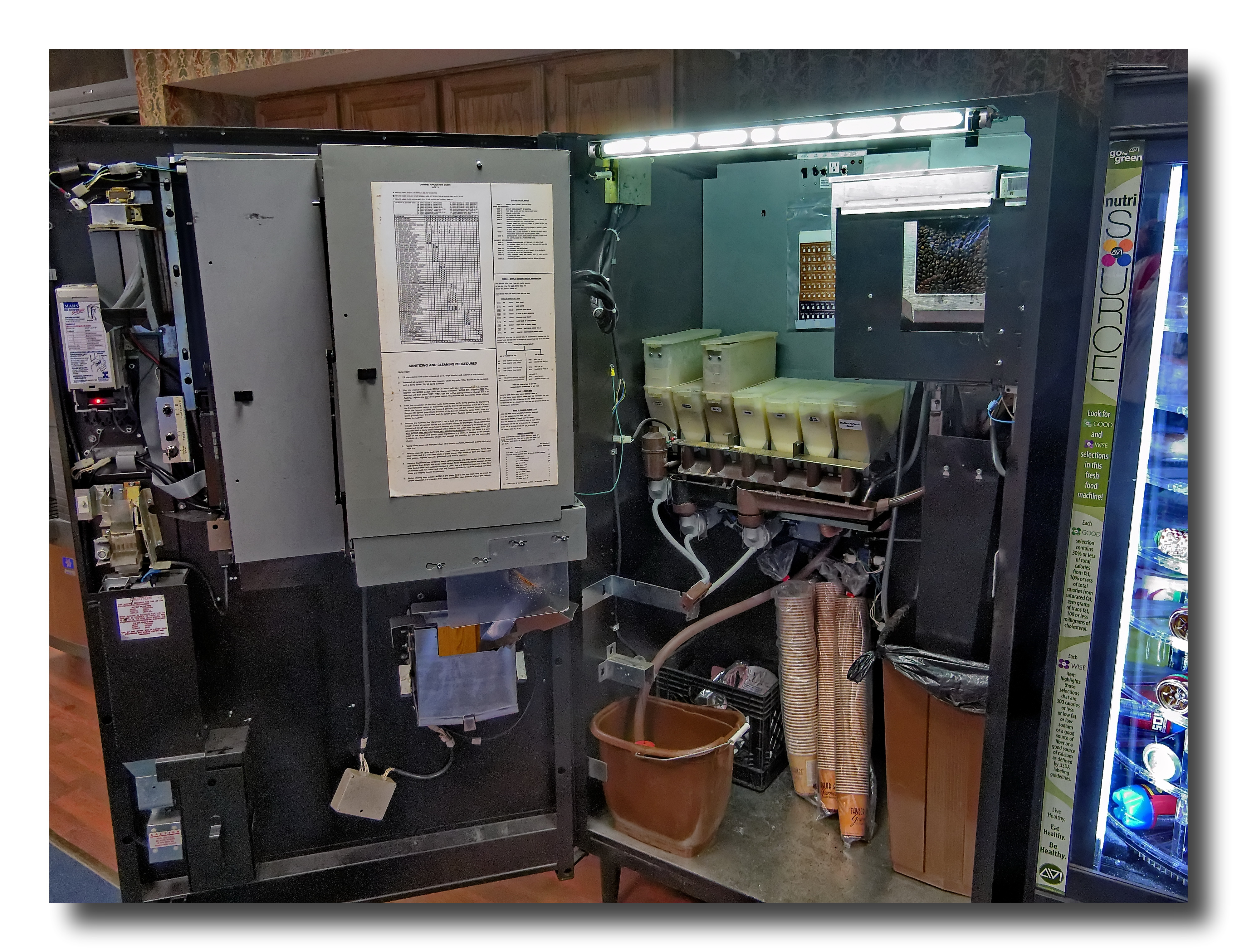
مکانیسم‌های داخل دستگاه فروش قهوه
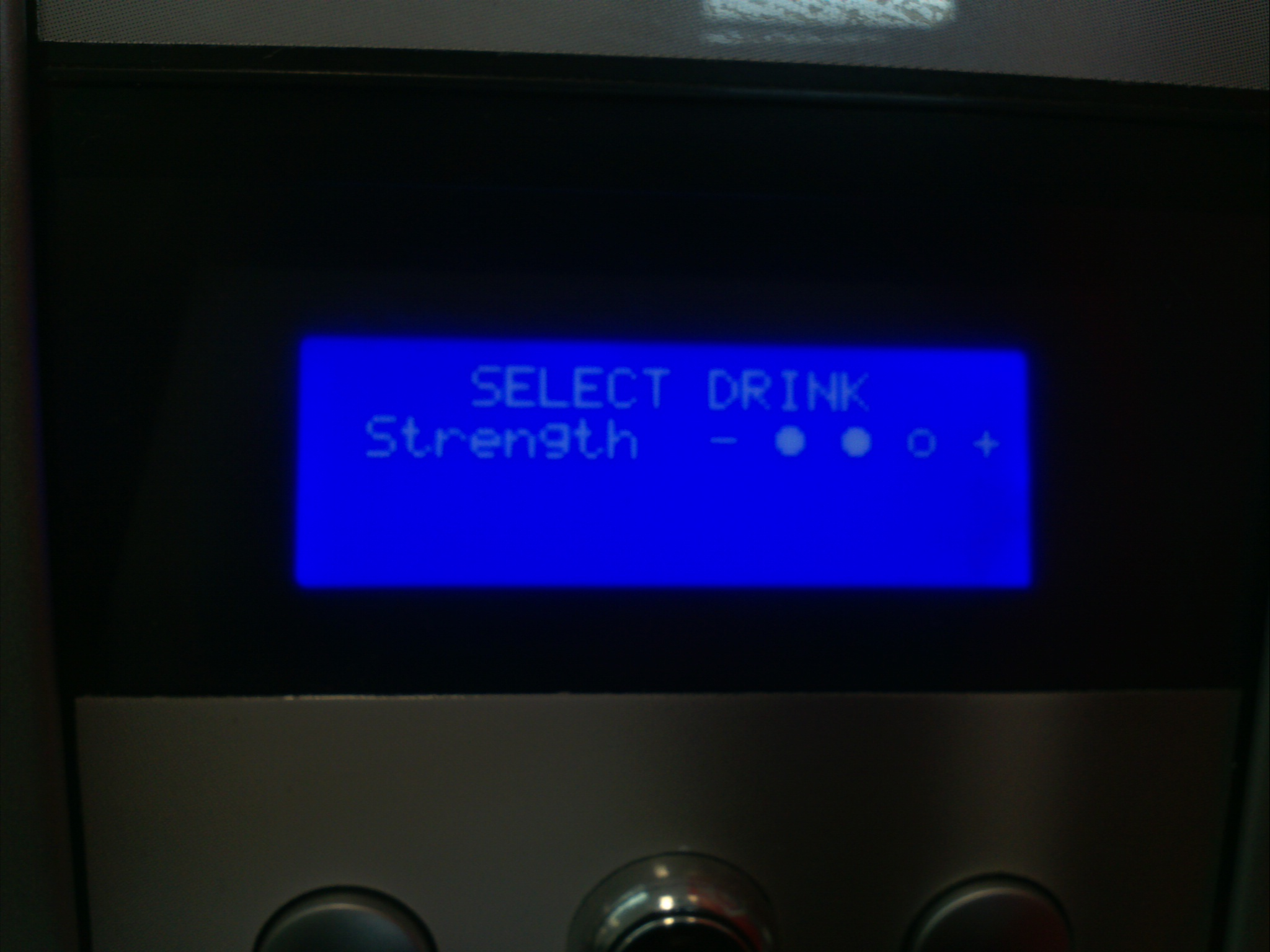
گزینه ای برای انتخاب غلظت قهوه در دستگاه
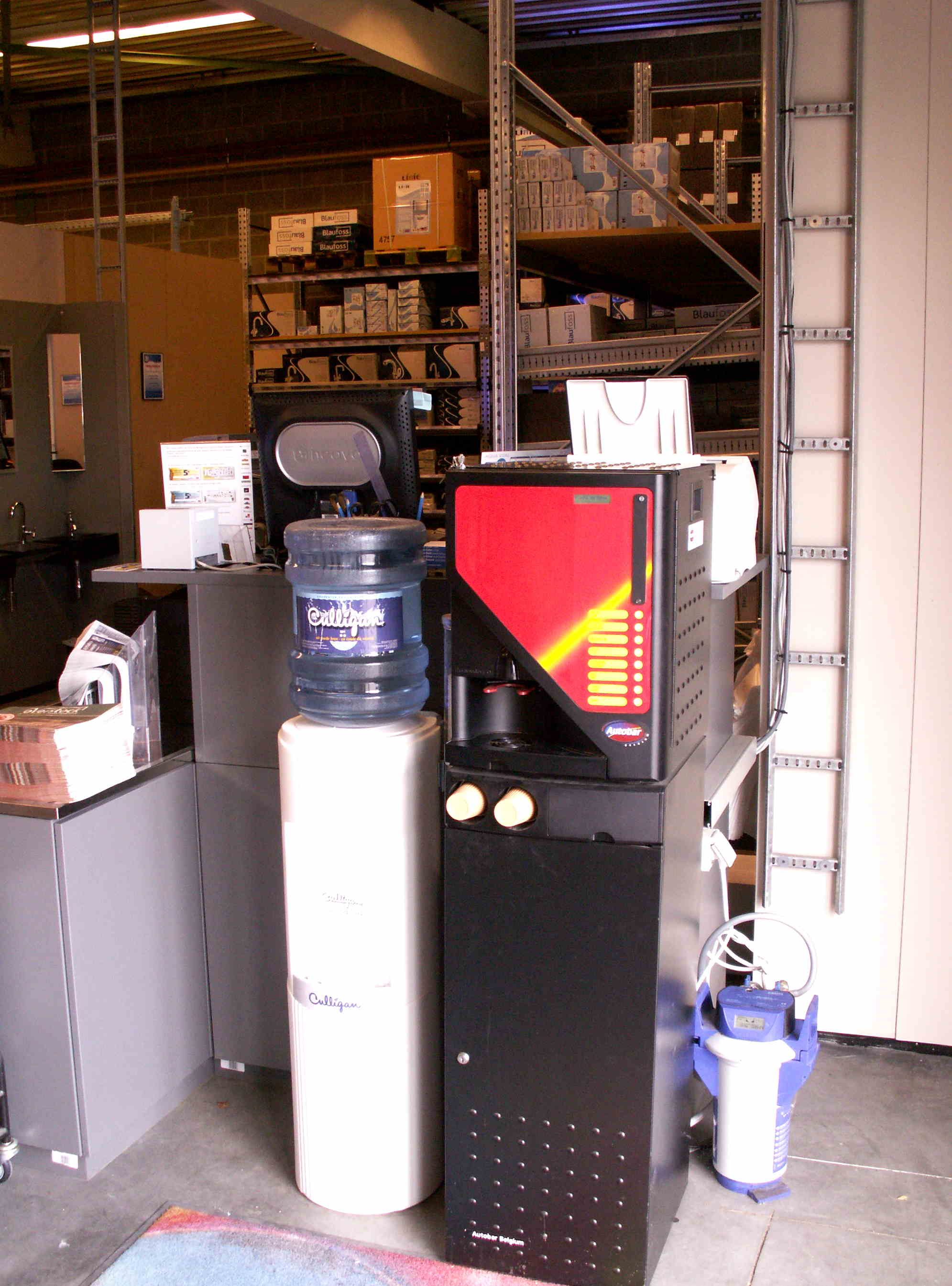
دستگاه (سمت راست) و آب‌سردکن در محیط کار
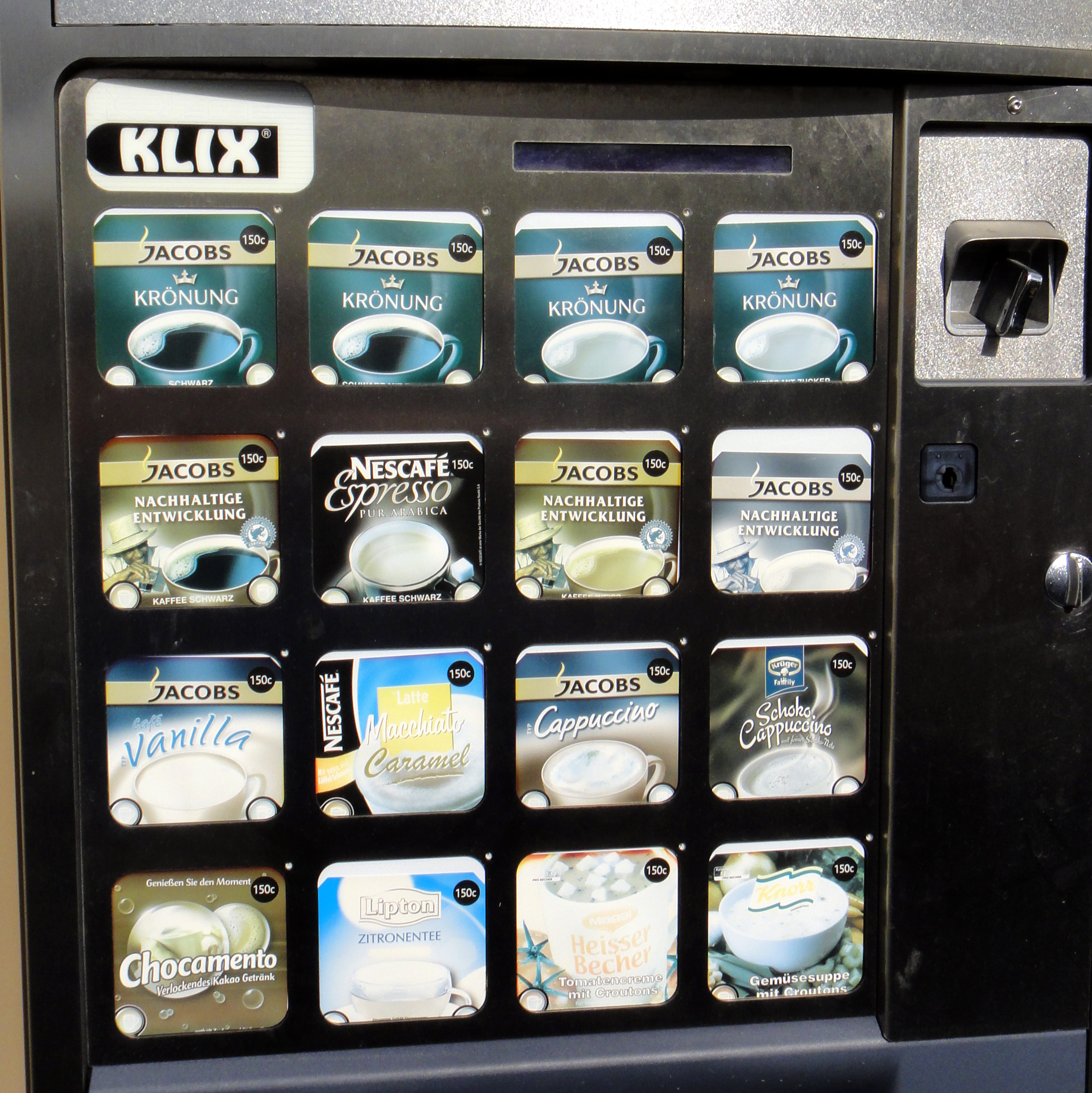
دستگاهی در برلین آلمان
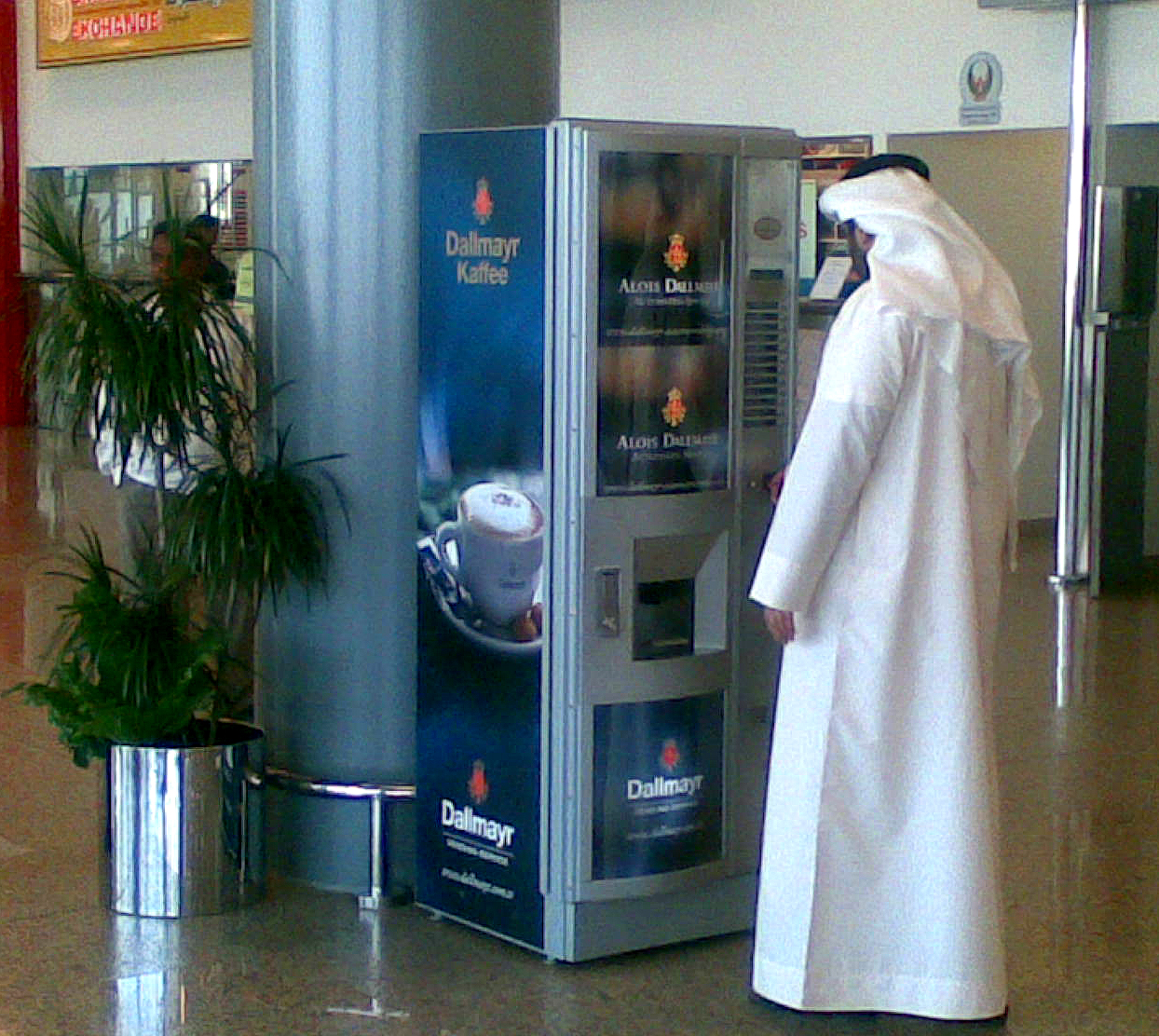
دستگاه فروش قهوه دلیمر در دبی ، امارات متحده عربی
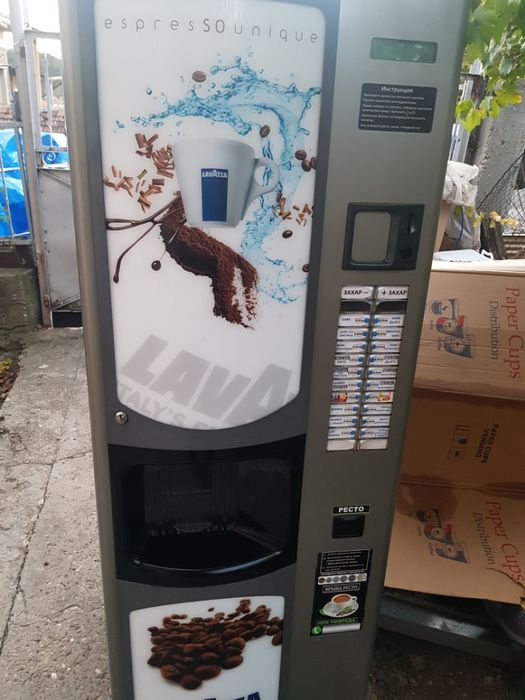
دستگاه فروش قهوه در بلغارستان
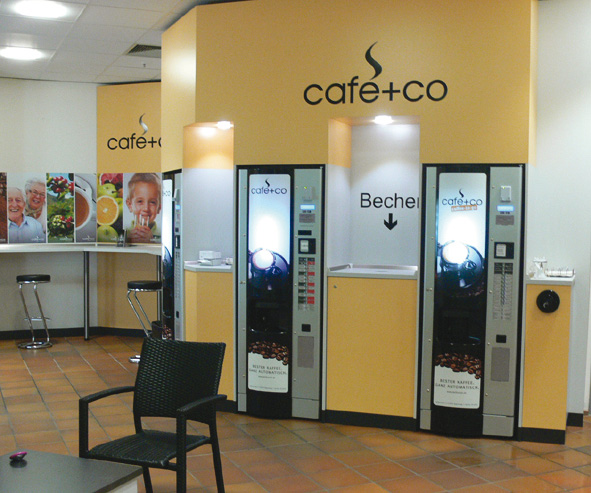
ماشین آلات در ایستگاه راه آهن Ingolstadt Hauptbahnhof در اینگولشتات ، آلمان
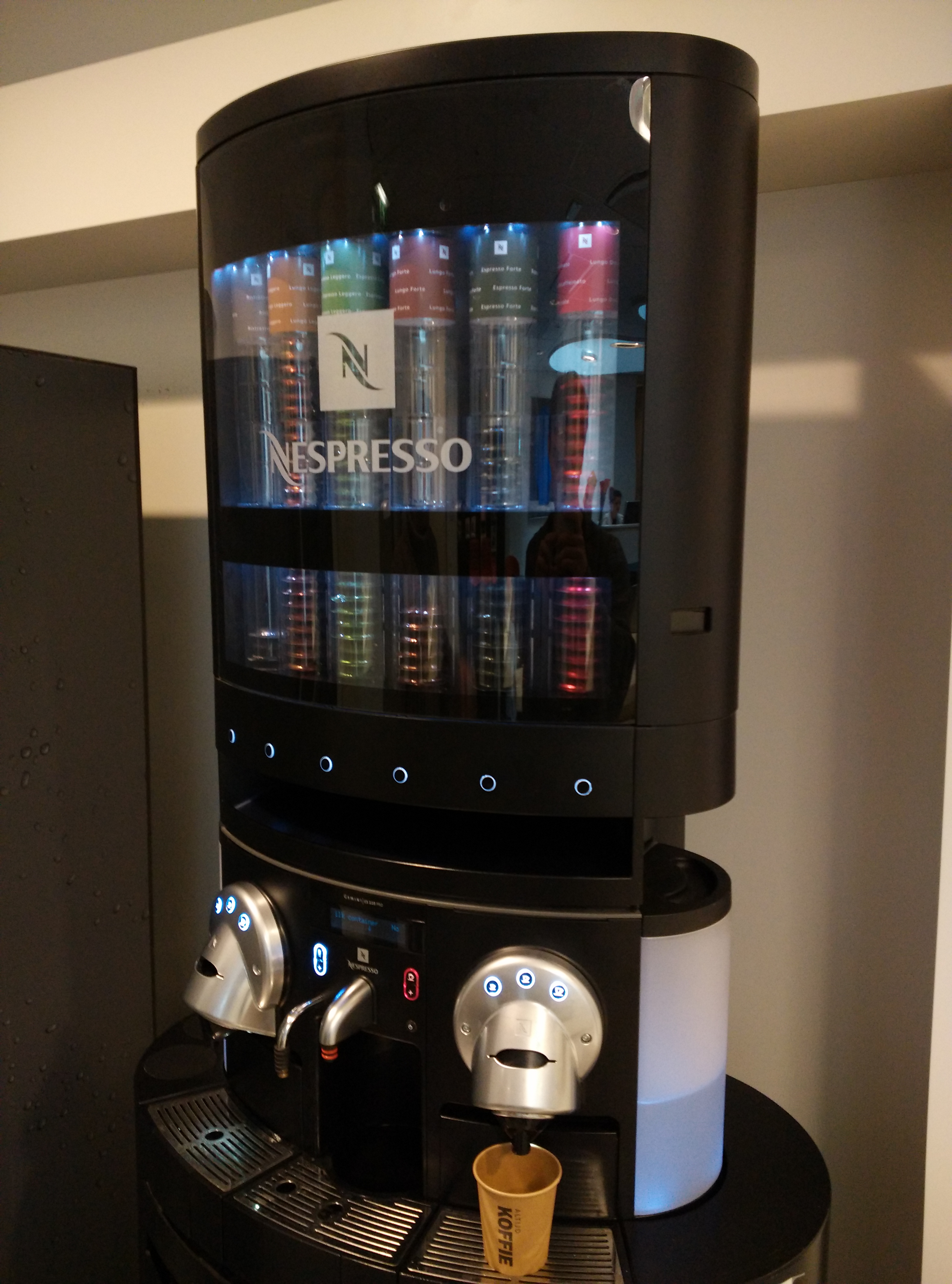
دستگاه فروش قهوه نسپرسو
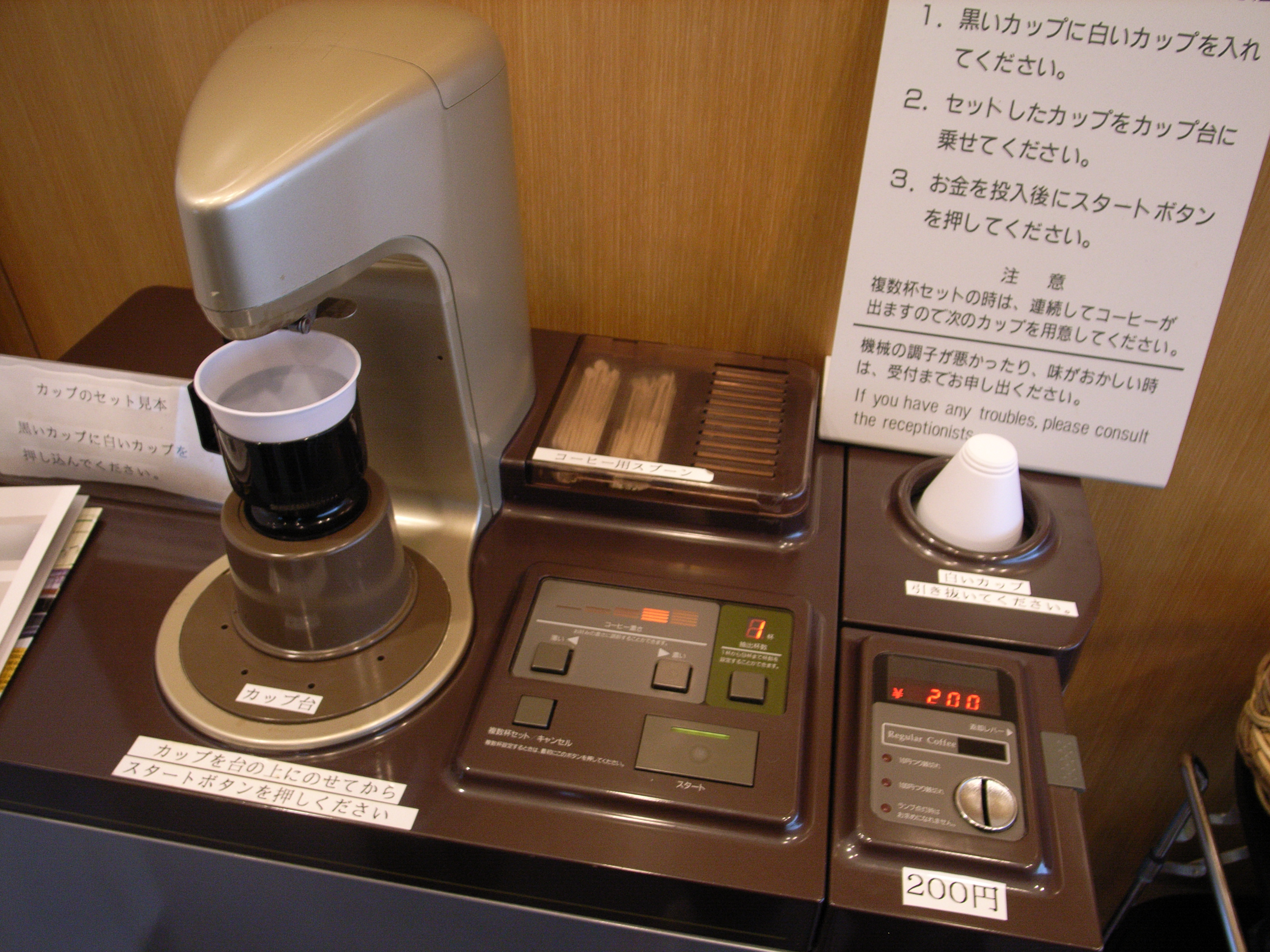
دستگاهی در توتوری ، ژاپن
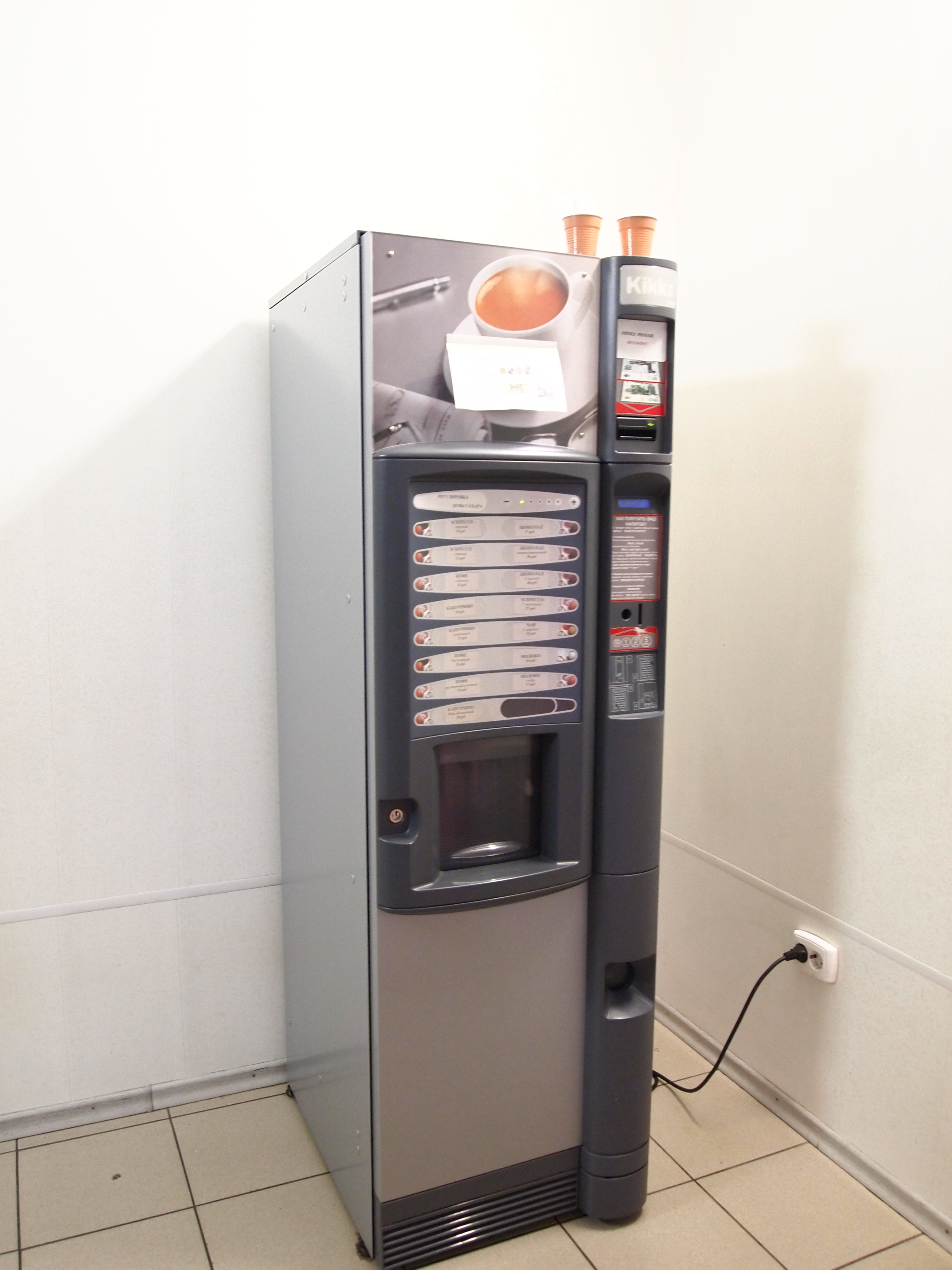
یک دستگاه روسی
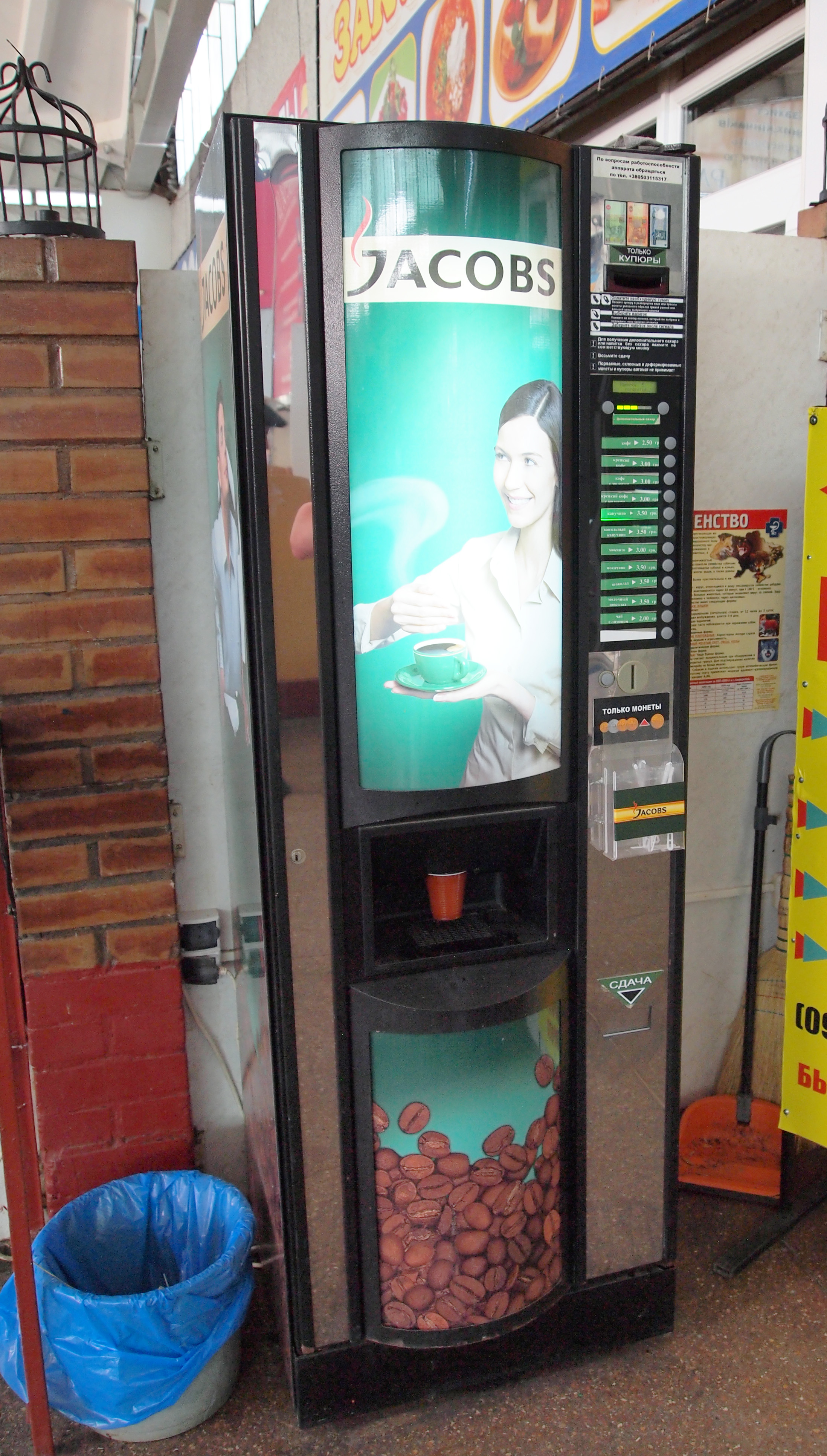
دستگاهی در سیمفروپل ، شهری در شبه جزیره کریمه
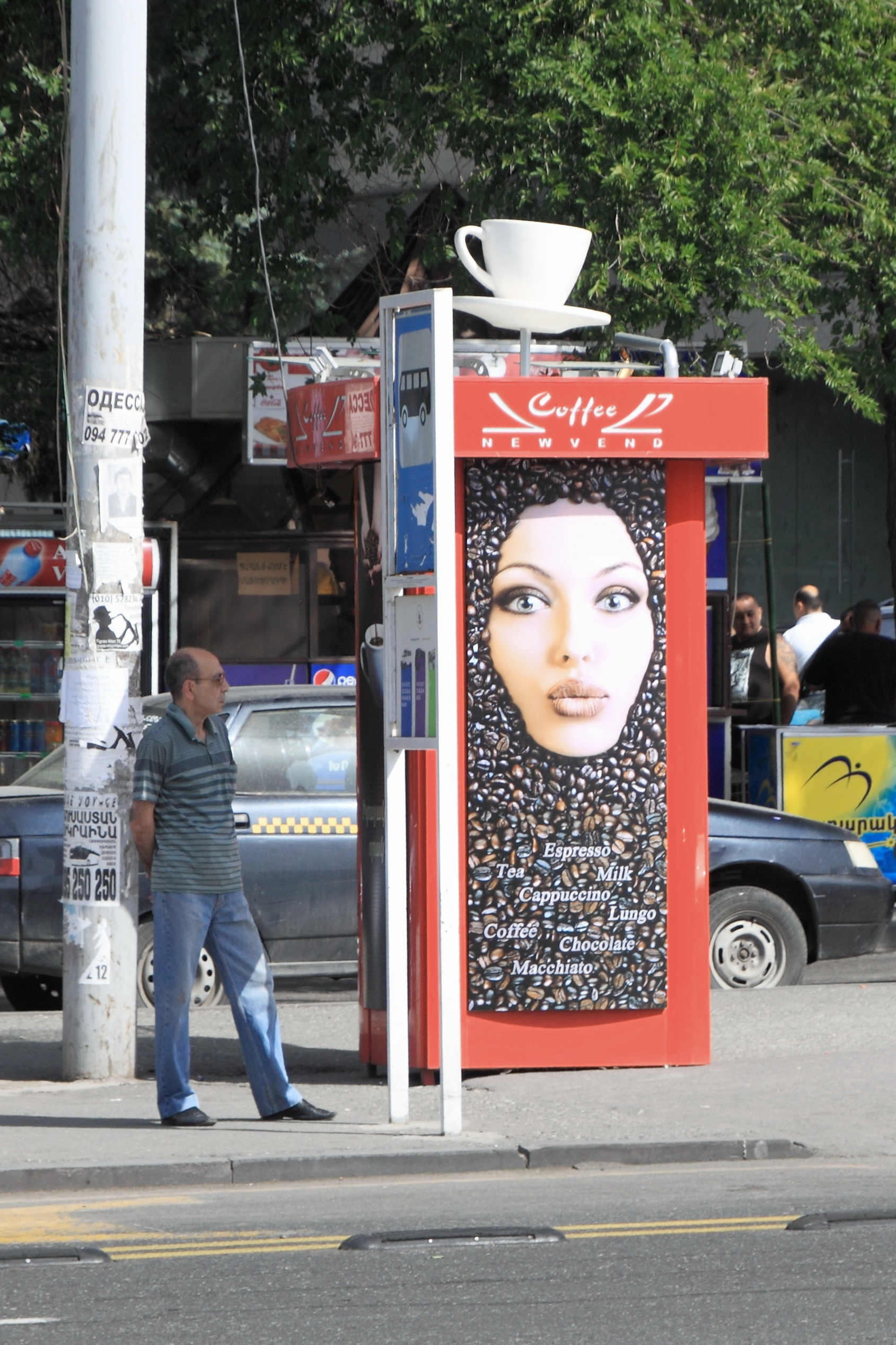
دستگاهی در ایروان ارمنستان

## مطالعه بیشتر
- Johnson, Luke (November 3, 2016). "You can make your own WORKING coffee machine out of LEGO". Digital Spy. Retrieved July 4, 2017.
- Harmanci, Reyhan (August 20, 2014). "Grab Me A Fresh-Brewed Artisanal Coffee–From The Vending Machine?". Fast Company. Retrieved July 4, 2017.
- Bishop, Todd (January 14, 2013). "This coffee machine tries to figure out your age, gender". GeekWire. Retrieved July 4, 2017.